# Yiinthi
Genre
Yiinthi est un genre d'araignées aranéomorphes de la famille des Sparassidae.

## Distribution
Les espèces de ce genre se rencontrent en Australie et en Nouvelle-Guinée.

## Liste des espèces
Selon World Spider Catalog (version 18.0, 25/01/2017) :
- Yiinthi anzsesorum Davies, 1994
- Yiinthi chillagoe Davies, 1994
- Yiinthi gallonae Davies, 1994
- Yiinthi kakadu Davies, 1994
- Yiinthi lycodes (Thorell, 1881)
- Yiinthi molloyensis Davies, 1994
- Yiinthi spathula Davies, 1994
- Yiinthi torresiana Davies, 1994

## Publication originale
- Davies, 1994 : The huntsman spiders Heteropoda Latreille and Yiinthi gen. nov. (Araneae: Heteropodidae) in Australia. Memoirs of the Queensland Museum, vol. 35, p. 75-122 (texte intégral).